# غارلاند غرين
غارلاند غرين (بالإنجليزية: Garland Green)‏ هو عازف بيانو ومغني أمريكي، ولد في 14 يونيو 1942 في Dunleith, Mississippi ‏ في الولايات المتحدة.

## وصلات خارجية
- غارلاند غرين على موقع ميوزك برينز (الإنجليزية)
- غارلاند غرين على موقع ديسكوغز (الإنجليزية)